# Arab túzok
Az arab túzok (Ardeotis arabs) a madarak osztályába, azon belül a túzokalakúak (Otidiformes) rendjébe és a túzokfélék (Otididae) családjába tartozó faj.

## Rendszerezése
A fajt Carl von Linné svéd természettudós írta le 1758-ban, az Otis nembe Otis arabs néven.

## Alfajai
- Ardeotis arabs arabs (Linnaeus, 1758)
- Ardeotis arabs butleri (Bannerman, 1930)
- Ardeotis arabs lynesi (Bannerman, 1930)
- Ardeotis arabs stieberi (Neumann, 1907)

## Előfordulása
Afrika középső részén, Burkina Faso, Dél-Szudán, Dzsibuti, Csád, Elefántcsontpart,   Eritrea, Etiópia, Ghána, Jemen, Kamerun, a Közép-afrikai Köztársaság, Mali, Mauritánia, Marokkó, Niger, Nigéria, Szaúd-Arábia, Szenegál ls Szudán területén honos. Néhai vendég még Algéria, Gambia, Kenya és Szomália területén.
Természetes élőhelyei a mérsékelt övi erdők, szubtrópusi vagy trópusi félsivatag és nyílt füves síkságok, száraz cserjések, szavannák és akácos erdők.

## Megjelenése
Testhossza 100 centiméter, szárnyfesztávolsága 205-250 centiméter.

## Életmódja
Rovarokkal és más gerinctelenekkel, valamint apró gerincesekkel táplálkozik. Emellett magokat, gyümölcsöket és nedvdús növényrészeket is fogyaszt.

## Szaporodása
|  |

## Természetvédelmi helyzete
Az elterjedési területe nagyon nagy, de csökken, egyedszáma is csökken. A Természetvédelmi Világszövetség Vörös listáján mérsékelten fenyegetett fajként szerepel.